# Erioptera (Erioptera) septemtrionis
Erioptera (Erioptera) septemtrionis is een tweevleugelige uit de familie steltmuggen (Limoniidae). De soort komt voor in het Nearctisch gebied.